# Lerista stylis
Lerista stylis este o specie de șopârle din genul Lerista, familia Scincidae, descrisă de Mitchell 1955. A fost clasificată de IUCN ca specie cu risc scăzut. Conform Catalogue of Life specia Lerista stylis nu are subspecii cunoscute.